# (15239) Stenhammar
(15239) Stenhammar ist ein Asteroid des Hauptgürtels, der am 4. Februar 1989 vom belgischen Astronomen Eric Walter Elst an der Europäischen Südsternwarte entdeckt wurde.
Benannt wurde er zu Ehren des schwedischen Komponisten, Dirigenten und Pianisten Wilhelm Stenhammar, der einer der wichtigsten schwedischen Komponisten war und von 1907 bis 1922 das Göteborger Sinfonieorchester als Chefdirigent leitete.